# Vadul Turcului
Vadul Turcului (ros. Вадул-Туркулуй, Waduł-Turkułuj) – wieś w Mołdawii, w Naddniestrzu, w rejonie Rybnica. W 2004 roku liczyła 796 mieszkańców.
Pierwsza wzmianka o miejscowości pochodzi z 1769 roku. W czasach I Rzeczypospolitej wieś leżała w województwie bracławskim, w prowincji małopolskiej Korony Królestwa Polskiego. W 1789 roku należała do Lubomirskich. Po II rozbiorze została włączona do Rosji. W drugiej połowie XIX wieku wieś była własnością Kulikowskich.